# Schloss Biberstein
Das Schloss Biberstein ist ein Schloss in der Gemeinde Biberstein im Schweizer Kanton Aargau. Es entstand durch Umbau einer mittelalterlichen Burg. Heute ist das Schloss ein Wohn- und Arbeitsheim für geistig behinderte Erwachsene.

## Geschichte
Im 13. Jahrhundert errichteten die Grafen von Habsburg-Laufenburg eine Burg. Es entstanden ein Burggraben und ein mächtiger Bergfried. Im Jahr 1280 erfolgte die erstmalige Erwähnung von Biberstein und der Burg. 1335 verkauften die Habsburger Burg und Städtchen an den Johanniterorden in Klingnau, der das Amt Biberstein einrichtete. 1499 wurde die Burg während des Schwabenkrieges von der Stadt Bern besetzt.
1527 versuchten die Berner, das Amt Biberstein an sich zu reissen und unterstellten dieses kurzerhand einem Landvogt, der fortan auf der Burg residierte. Acht Jahre später, nach Einführung der Reformation, zwangen die Berner die Johanniter zum Verkauf. 1587 wurde die Burg schwer beschädigt, nachdem eine Frau diese in Brand gesteckt hatte. Um 1670 trug man den Bergfried wegen Baufälligkeit bis auf das erste Stockwerk ab. Durch Aufbauten erhielt die Burg allmählich den Charakter eines Schlosses. 1784 brannte es erneut, doch die Feuerwehr aus Aarau war rasch zur Stelle und die Schäden beschränkten sich auf den Dachstuhl.
1804 gelangte das Schloss in den Besitz des Kantons Aargau, diente danach für kurze Zeit als Wohnsitz von Heinrich Zschokke sowie als Gemeindeschule und kam 1835 in Privatbesitz. Ab 1889 war hier ein Kinderheim domiziliert. Bei der Renovation im Jahr 1984 brannte der Dachstuhl ein zweites Mal ab. Seit 1987 dient das Gebäude als Wohn-, Arbeits- und Ausbildungsstätte für erwachsene Menschen mit geistiger oder mehrfacher Behinderung.

## Gebäude

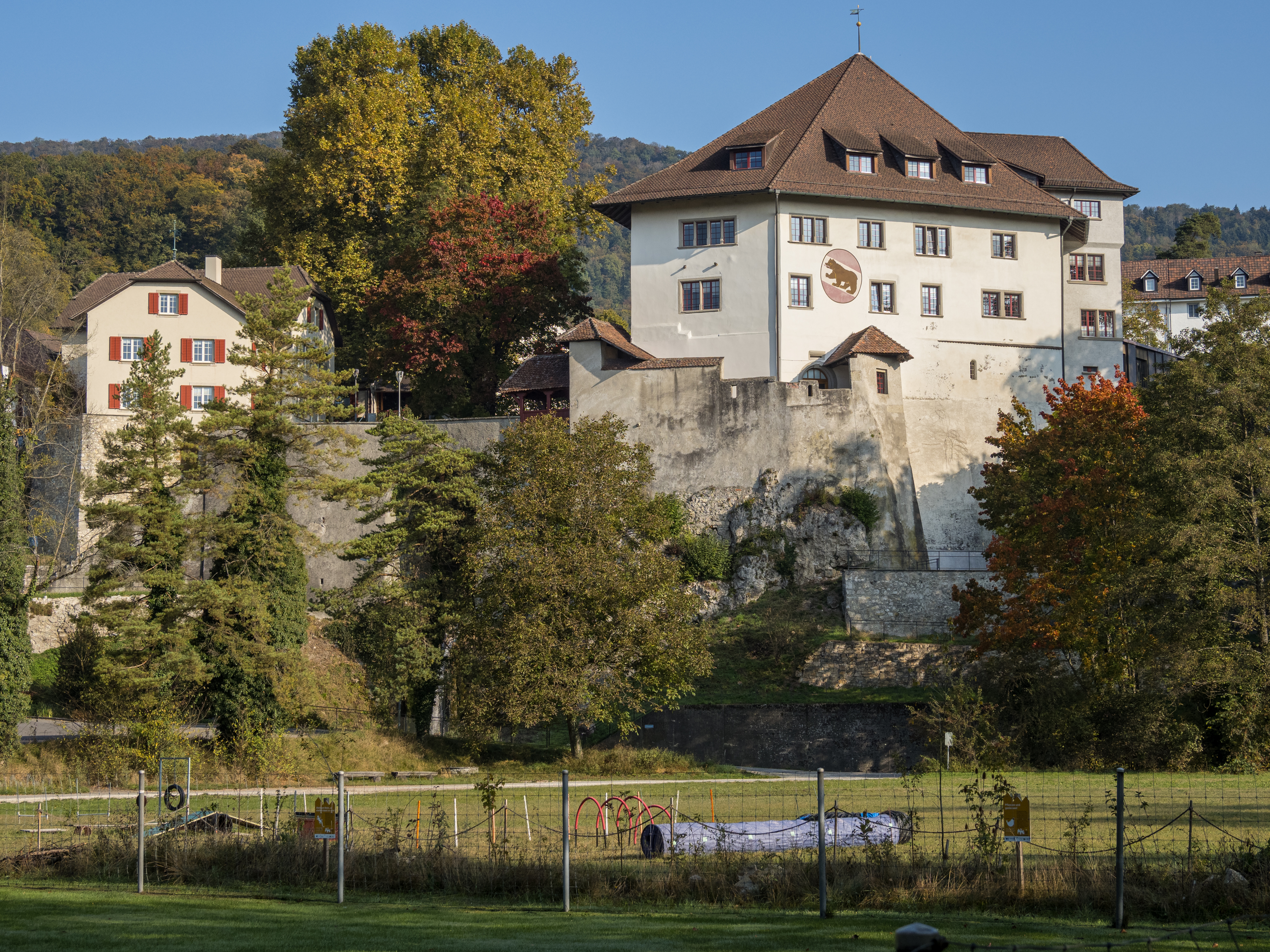
Schloss Biberstein (Aargau)

Das Schloss steht auf einem steil aufragenden Felsen nahe dem Ufer der Aare. Es ist von terrassenförmig angeordneten Mauern und auf der Westseite von einem Burggraben umgeben. Der Zugang führt von der ehemaligen Schlossscheune über eine zehn Meter lange überdachte Holzbrücke und durch ein Rundbogentor mit anschliessendem Zwinger. Der Schlossbau selbst hat die Form eines unregelmässigen Achtecks, dementsprechend ist das Dach mehrfach abgewalmt. Vom Bergfried sind die Mauern im Untergeschoss und im Erdgeschoss erhalten geblieben, das restliche Gebäude ist im spätgotischen Stil verputzt. Ein Sterngewölbe überdeckt die Eingangshalle.

## Stiftung Schloss Biberstein
Die im Schloss domizilierte Stiftung Schloss Biberstein (SSB) ist eine Wohn-, Arbeits- und Ausbildungsstätte für erwachsene Menschen mit geistiger oder mehrfacher Behinderung. Die politisch und konfessionell neutrale Stiftung bietet Wohnformen und Arbeitsfelder, die den Bedürfnissen, Fähigkeiten und Möglichkeiten der Bewohner entsprechen. Für junge Erwachsene besteht eine Anzahl Ausbildungsplätze. Für ältere Personen werden angepasste Wohn- und Betreuungsformen bereitgestellt. Die Aufwendungen der Stiftung werden durch Leistungen des Kantons Aargau, der Heimatkantone der ausserkantonalen Betreuten, der IV, Rechnungstellung an die Versorger, Erträge aus Produkteverkäufen und Dienstleistungen sowie durch Spenden gedeckt. Zur Absicherung der Stiftung dienen das Stiftungskapital und ein angemessenes Betriebskapital.